# دروازه جهنم (فیلم)
دروازه جهنم (به ژاپنی: 地獄門) نام فیلمی ژاپنی محصول سال ۱۹۵۳ به کارگردانی تینوسوکه کینوگاسا است. این فیلم داستان یک سامورایی را بیان می‌کند که در تلاش است با زنی که نجاتش داده، ازدواج کند. این فیلم اولین فیلم ژاپنی رنگی بود که در خارج از ژاپن اکران شد.